# 小行星8291
小行星8291（8291 Bingham）是一颗绕太阳运转的小行星，为主小行星带小行星。该小行星于1992年9月2日发现。

## 轨道参数
小行星8291的轨道半长轴为2.5939870 UA，离心率为0.228。